# Cebu Pacific
Cebu Pacific là một hãng hàng không giá rẻ với đường bay phí tổn thấp được đặt cơ sở ở Pasay, Manila, Philippines. được thành lập ngày 26 tháng 8 năm 1988 ngân sách lâu đời nhất hoặc hãng hàng không giá rẻ ở châu Á.

## Sự cố
Trong lịch sử có 2 lần xảy ra sự cố:
- Ngày 2 tháng 2 năm 1998, Cebu Pacific 387, một chiếc DC-9-32 đi từ Manila đến Cagayan de Oro, dã đâm vào ngọn núi Sumagaya ở Misamis Oriental, đã làm chết 104 người.
- Ngày 3 tháng 5 năm 2006 vào lúc 9:15 sáng, chuyến bay Cebu Pacific 393, a Douglas DC-9 từ Davao, hạ cách xuống đường bay 27 tại sân bay quốc tế. Sau khi tiếp đất phần động cơ chính bên trái bị cháy nhưng không ai trong số 100 hành khách bị thương

## Điểm đến

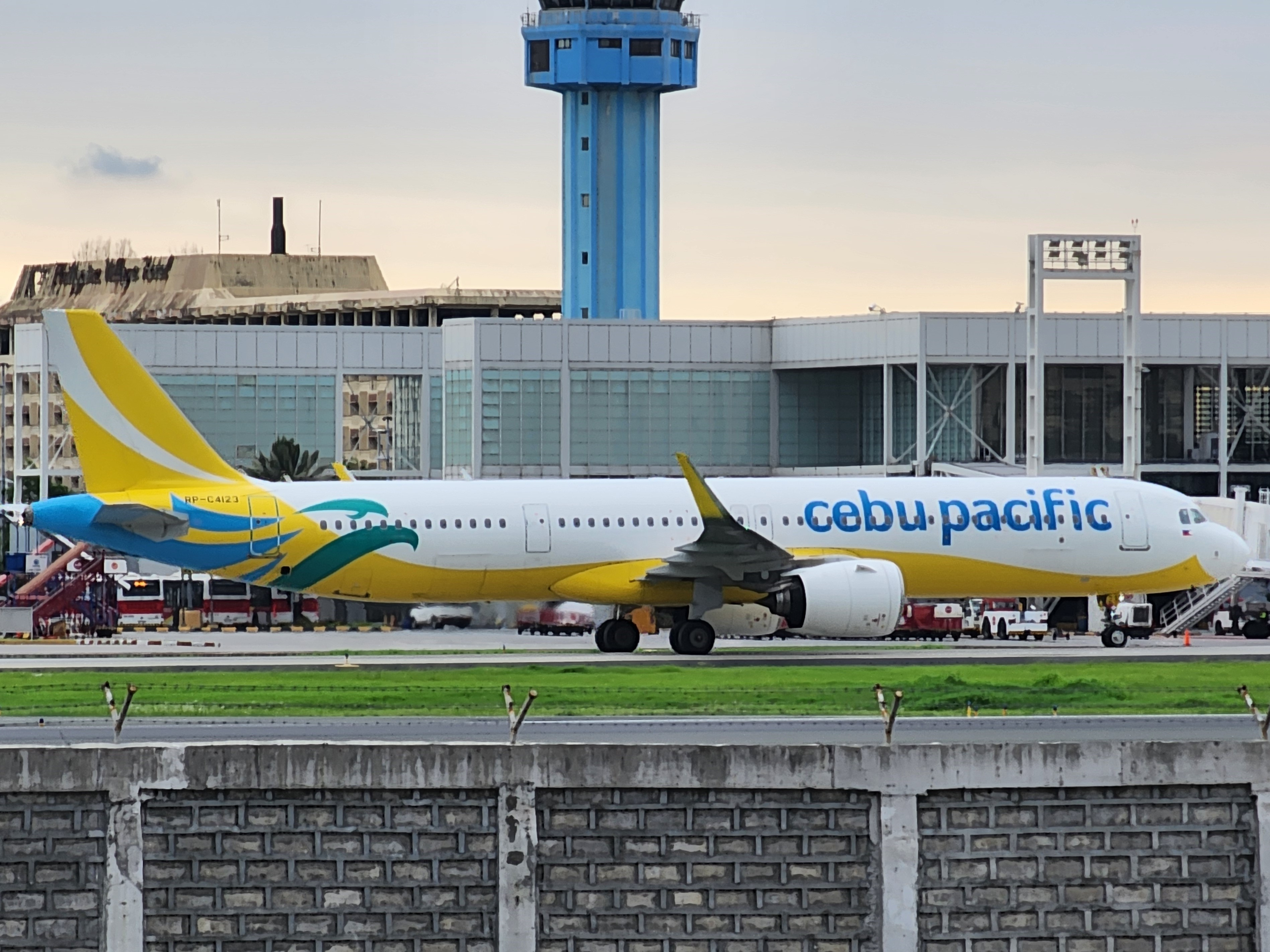
Airbus A321neo ACF

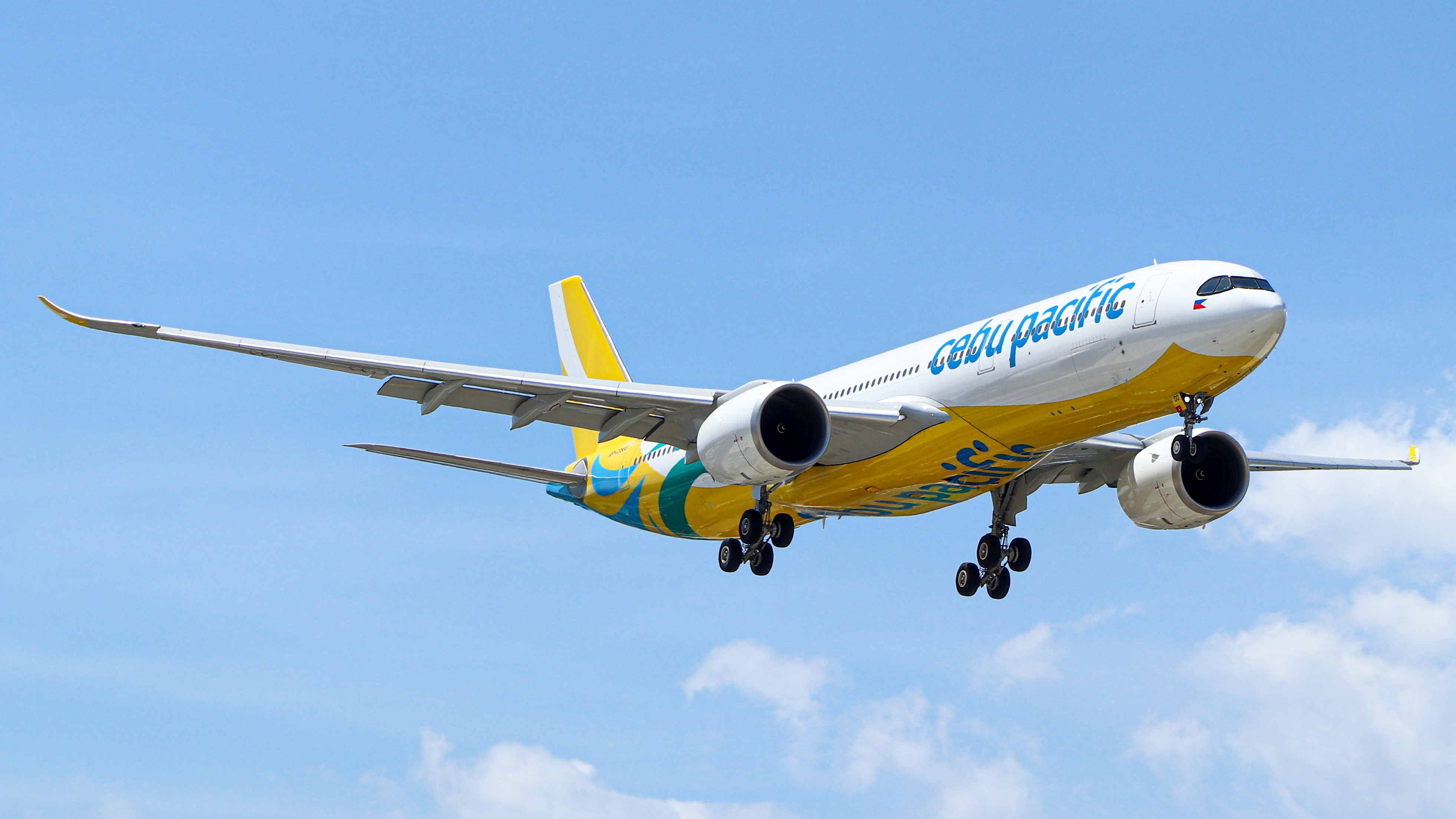
Airbus A330-900

### Đông Á
- Trung Quốc
  - Quảng Châu (Sân bay quốc tế Bạch Vân Quảng Châu)
  - Hồng Kông (Sân bay quốc tế Hồng Kông)
  - Macau (Sân bay quốc tế Macau)
  - Thượng Hải (Sân bay quốc tế Phố Đông Thượng Hải)
  - Hạ Môn (Sân bay quốc tế Hạ Môn Cao Khi)
- Đài Loan
  - Cao Hùng (Sân bay quốc tế Cao Hùng) (từ 07.06.08)
  - Đài Bắc (Sân bay quốc tế Đào Viên Đài Loan)
- Hàn Quốc
  - Seoul (Sân bay quốc tế Incheon)
  - Busan (Sân bay quốc tế Gimhae)

### Đông Nam Á
- Indonesia
  - Jakarta (Sân bay quốc tế Soekarno-Hatta)
- Malaysia
  - Kota Kinabalu (Sân bay quốc tế Kota Kinabalu) (từ 18.06.08)
  - Kuala Lumpur (Sân bay quốc tế Kuala Lumpur)
- Philippines
  - Luzon
    - Laoag (Sân bay quốc tế Laoag)
    - Legazpi (Sân bay Legazpi)
    - Manila
      - (Sân bay quốc tế Diosdado Macapagal)
      - (Sân bay quốc tế Ninoy Aquino) Trụ sở chính

  - Visayas
    - Bacolod (Sân bay quốc tế Bacolod-Silay)
    - Caticlan/Boracay (Sân bay Godofredo P. Ramos)
    - Cebu (Sân bay quốc tế Mactan-Cebu) Trụ sở chính
    - Dumaguete (Sân bay Sibulan)
    - Iloilo (Sân bay quốc tế Iloilo)
    - Kalibo (Sân bay Kalibo)
    - Puerto Princesa (Sân bay Puerto Princesa)
    - Roxas City (Sân bay Roxas)
    - Tacloban (Sân bay Daniel Z. Romualdez)
    - Tagbilaran (Sân bay Tagbilaran)

  - Mindanao
    - Butuan (Sân bay Bancasi)
    - Cagayan de Oro (Sân bay Lumbia)
    - Cotabato City (Sân bay Awang)
    - Davao City (Sân bay quốc tế Francisco Bangoy) Điểm đến quan trọng
    - Dipolog City (Sân bay Dipolog)
    - General Santos (Sân bay quốc tế General Santos)
    - Zamboanga City (Sân bay quốc tế Zamboanga)
- Singapore
  - Singapore (Sân bay quốc tế Changi Singapore)
- Thái Lan
  - Bangkok (Sân bay quốc tế Suvarnabhumi)
- Việt Nam
  - Hà Nội (Sân bay quốc tế Nội Bài)

## Đội bay

### Đang hoạt động
Độ tuổi trung bình đội bay tính đến tháng 1 năm 2023 là 5.5 năm.
Tính đến tháng 1 năm 2023:
| Máy bay            | Đang hoạt động | Đặt hàng | Hành khách (Phổ thông) | Ghi chú                                              |  |
| ------------------ | -------------- | -------- | ---------------------- | ---------------------------------------------------- |  |
| Airbus A320-200    | 20             | —        | 180                    |                                                      |  |
| Airbus A320neo     | 9              | 12       | 188                    |                                                      |  |
| Airbus A321-200    | 7              | —        | 230                    | Tất cả máy bay đều nằm sân tại sân bay Alice Springs |  |
| Airbus A321neo ACF | 10             | 11       | 236                    |                                                      |  |
| Airbus A321XLR     | —              | 10       | 242                    | Giao hàng từ năm 2024                                |  |
| Airbus A330-300    | 6              | —        | 436                    |                                                      |  |
| Airbus A330-900    | 4              | 12       | 460                    | Giao hàng từ năm 2023                                |  |
| Tổng cộng          | 53             | 45       |                        |                                                      |  |

### Dừng hoạt động

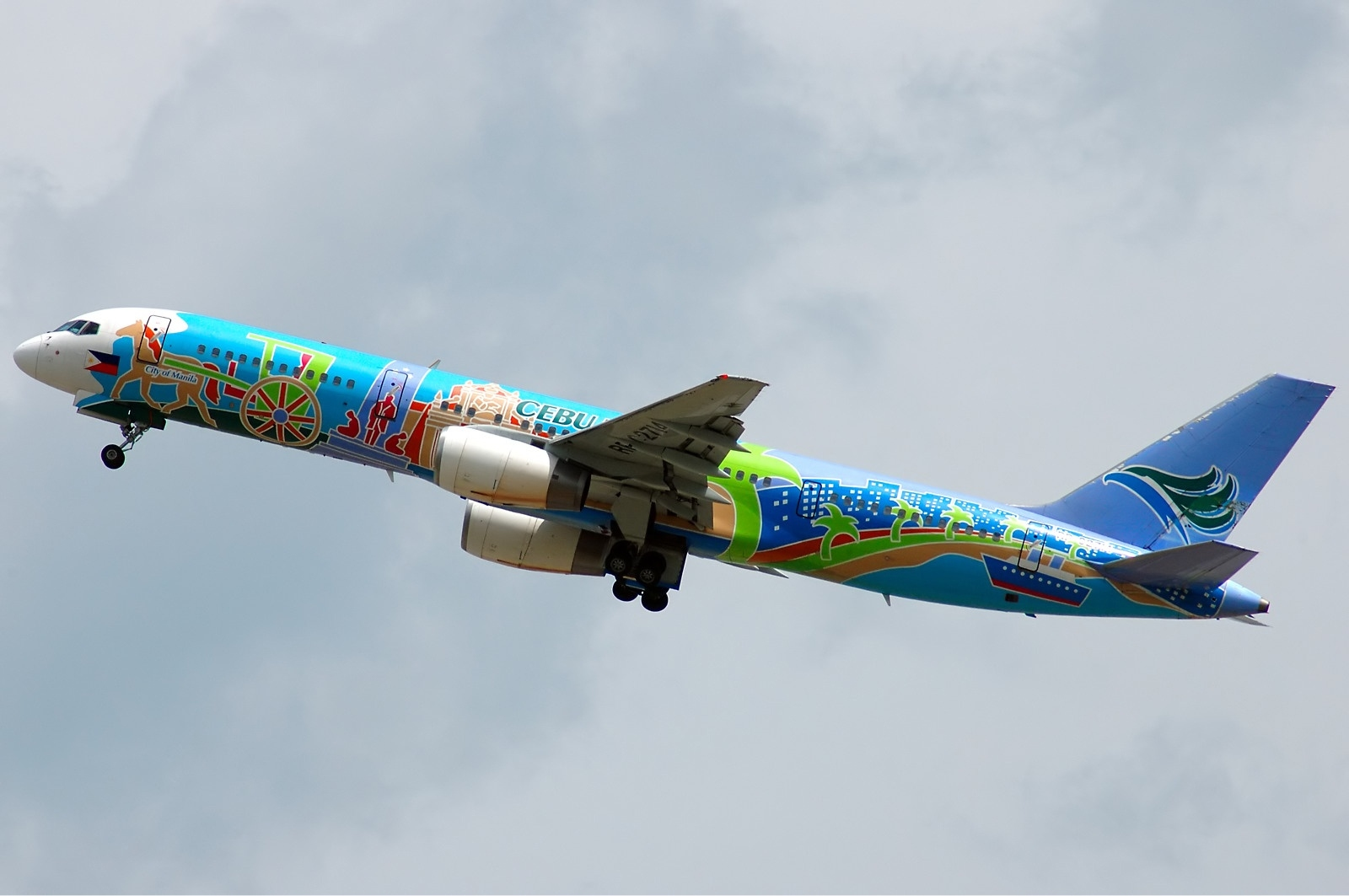
Boeing 757-200 mang màu sơn City of Manila

| Máy bay                   | Tổng | Bắt đầu hoạt động | Dừng hoạt động | Thay thế        | Ghi chú                |
| ------------------------- | ---- | ----------------- | -------------- | --------------- | ---------------------- |
| Airbus A319-100           | 10   | 2005              | 2018           | Airbus A321neo  | Bán cho Allegiant Air. |
| ATR 72-500                | 6    | 2008              | 2015           | Không           | Chuyển giao cho Cebgo. |
| Boeing 757-200            | 3    | 2000              | 2006           | Airbus A320-200 |                        |
| McDonnell Douglas DC-9-30 | 19   | 1996              | 2006           | Airbus A320-200 |                        |

## Tai nạn và sự cố
- Ngày 2/2/1998, Chuyến bay 387 của Cebu Pacific khai thác bằng chiếc McDonnell Douglas DC-9-30 khởi hành từ Manila đi Cagayan de Oro đã đâm xuống sườn núi Sumagaya ở Misamis Oriental, giết chết tất cả 104 người trên máy bay khi nó tiếp cận Sân bay Lumbia.

- Ngày 28/7/2010, Chuyến bay 509 của Cebu Pacific khai thác bằng chiếc ATR 72-500 bị nảy khi hạ cánh xuống Manila sau chuyến bay từ Sân bay Tuguegarao. Các phi công đã thực hiện bay vòng và phát hiện ra rằng họ không thể thu lại thiết bị hạ cánh. Máy bay hạ cánh ưu tiên trên đường băng 13. Máy bay (RP-C7254) được tuyên bố là gãy thân.

- Ngày 2/6/2013, Chuyến bay 971 của Cebu Pacific khai thác bằng chiếc Airbus A320-200 mã đăng kí RP-C3266 chở theo 165 hành khách khởi hành từ Manila đã chạy khỏi đường băng tại Sân bay quốc tế Francisco Bangoy và các nhà điều tra đã tìm ra nguyên nhân có thể là do lỗi của con người. Không có trường hợp tử vong nào, tuy nhiên, chiếc máy bay bị hư hại nặng nề. Vào năm 2014, chiếc máy bay đã hoạt động trở lại sau 6 tháng sửa chữa và kiểm tra bảo dưỡng.

- Ngày 4/8/2017, Chuyến bay 570 của Cebu Pacific khai thác bằng chiếc Airbus A330-300 mã đăng kí RP-C3341 do lỗi thiết bị mũi máy bay đã trượt khỏi đường băng và dừng lại trên nền đất yếu khi đang khởi hành từ Sân bay quốc tế Mactan-Cebu. Không có thương vong xảy ra, tuy nhiên, máy bay bị hư hại nhẹ. Đường băng đã bị đóng cửa cho đến khi máy bay được di chuyển.

- Ngày 23/4/2018, Chuyến bay 849 của Cebu Pacific khai thác bằng chiếc Airbus A320-200 mã đăng kí RP-C4105 khởi hành từ Manila đến Zamboanga với 172 người trên máy bay đã hạ cánh an toàn trên đường băng tại Zamboanga và chuẩn bị quay đầu lại ở điểm quay đầu ở cuối đường băng thì tổ bay đã dừng cơ động do lỗi cơ cấu lái ở mũi máy ba. Sân bay đã bị đóng cửa trong khoảng ba giờ cho đến khi máy bay có thể được chuyển đến sân đỗ.